# Jan van Eyck
Jan van Eyck (Maaseik, principat de Lieja, ca. 1390 - Bruges, comtat de Flandes, 9 de juliol del 1441) fou un pintor flamenc del gòtic tardà que va treballar a Bruges. És considerat com un dels millors artistes del grup dels primitius flamencs per les seves innovacions en l'art del retrat i del paisatge. Junt amb Robert Campin, que operava a Tournai, se'ls considera les figures claus de l'aparició de l'escola flamenca amb èmfasi en l'observació del món natural.
L'escriptor contemporani Bartolomeo Fazio va descriure Van Eyck com a litterarum nonnihil doctus ('home de cultura literària'), expert en geometria i «mestre de totes les arts que afegeixen distinció a la pintura», reconeixent la dedicació meticulosa que posava en la creació de les seves obres. Durant molt de temps va ser considerat el «pare de la pintura a l'oli», ja que l'historiador i crític Giorgio Vasari li va atribuir la invenció d'aquesta tècnica, aspecte que va quedar desmentit durant el segle xix.
És l'autor de nombrosos retrats i peces de tipus religiós entre les quals destaca L'adoració de l'Anyell Místic, un compendi enciclopèdic de la teologia cristiana desplegat en dotze panells que combinen el concepte de «la salvació» que s'inicia amb l'Anunciació, fins a la fi del món amb l'Apocalipsi. Considerada per Albrecht Dürer com «la pintura més preciosa i de major comprensió», conté elements innovadors com la presència per primer cop dels donants, així com de personatges nus de grans dimensions.

## Biografia
El lloc de naixement dels germans Van Eyck s'ha ubicat a Maaseik (Eik al Mosa, que antigament s'escrivia Eyck). La data de naixement s'ha estimat cap a 1390 a partir dels pagaments que es van fer a Jan van Eyck entre 1422 i 1424 com a pintor de la cort de Joan III de Baviera a La Haia, on tenia el rang de gentilhome de cambra; aquest fet suggereix una edat de més de 30 anys. A la majoria dels especialistes, l'edat aparent que s'observa en el probable autoretrat que ens ha arribat els suggereix una data anterior a 1395.
Jan va pertànyer a una família en la que hi havia dos germans pintors, Hubert i Lambert, i una germana anomenada Margareta, que va guanyar fama com a miniaturista. Pel que fa a la discutida existència del seu germà Hubert, hi ha constància que va néixer a Maaseyck el 1366, hi ha constància d'una pintura de 1413 del «Mestre Hubert», i va morir a Gant el 18 de setembre de 1426. Hubert és el que hauria començat l'obra de L'adoració de l'anyell. El 1823 es va poder confirmar aquesta autoria en descobrir una inscripció al marc de l'obra, on Jan van Eyck indicava que ell va ser qui va acabar l'obra començada pel seu germà.
Jan van Eyck es va casar amb una dona setze anys més jove, anomenada Margareta, com la seva germana, amb qui va tenir almenys dos fills.
Després d'una vida entre Lilla i Bruges, va morir en aquesta darrera ciutat el 9 de juliol de 1441 i, segons consta als registres del capítol, va ser sepultat al cementiri de l'església de Sant Donacià. El seu funeral va costar 12 lliures parisenques, i el toc de campanes en honor seu, 24 sols. Posteriorment el seu cos va ser traslladat del cementiri a l'interior de l'església, a petició del seu germà Lambert i es va col·locar en una sepultura prop de la pila baptismal. L'església de Sant Donacià, va destruir-se durant la revolució francesa el 1799.

### Vinculació amb Felip III el Bo
El seu primer treball documentat va ser com a pintor i 'gentilhome de cambre del príncep-bisbe del principat de Lieja, Joan III de Baviera, que havia ocupat el comtat d'Holanda en morir el seu germà Guillem VI de Baviera; Jan en va decorar el seu castell de la Haia entre el 24 d'octubre de 1422 i l'11 de setembre de 1424. El comte Joan III morí, i el 19 de maig de 1425 Jan es va traslladar a Bruges també en qualitat de pintor de la cort i gentilhome de cambra de Felip III el Bo, duc de Borgonya i comte de Flandes. Aquell mateix any va marxar a Lilla, on el comte tenia la seva residència preferida i on va continuar fins al 1429. El 1430 tot i seguir treballant per al duc, s'havia establert de forma permanent a Bruges i tota la seva producció pictòrica coneguda és d'aquest període.
Van Eyck comptava amb l'admiració artística del duc Felip i la seva màxima confiança personal i per aquest motiu el 1426 va participar en diverses missions diplomàtiques en el seu nom. Uns any més tard, va viatjar a València i Portugal formant part d'una delegació per a negociar el tercer matrimoni del duc Felip. A València va intentar fer possible l'enllaç matrimonial de Felip amb Elisabet d'Urgell, filla del comte Jaume II d'Urgell, una operació que va fracassar perquè Alfons el Magnànim, rei d'Aragó i oncle d'Elisabet, havia acordat la seva unió amb el príncep Pere de Portugal a fi i efecte de reforçar les seves posicions davant el Regne de Castella.
En fracassar la proposta, el 19 d'octubre de 1428 va marxar cap a Portugal per a demanar la mà d'Isabel de Portugal i de Lancaster al seu pare, el rei Joan I de Portugal. La delegació va tornar un any més tard i la boda es va celebrar el 10 de gener de 1430. En aquest viatge Van Eyck va pintar un retrat de la princesa Isabel de Portugal que havia de servir perquè el comte pogués conèixer-la i donar la seva acceptació final. A Portugal, Van Eyck va coincidir amb el pintor valencià Lluís Dalmau que, curiosament, formava part de la comitiva de la boda entre Elisabet d'Urgell i Pere de Portugal. De resultes d'aquesta coneixença, Dalmau acabaria viatjant al Flandes entre 1431 i 1436 per aprendre la tècnica del taller de Van Eyck i conèixer les noves tendències flamenques. Posteriorment, Lluís Dalmau va realitzar la Mare de Déu dels Consellers, obra amb una clara influència flamenca.
Va ser en aquest període de fort intercanvi internacional que Van Eyck va realitzar un mapa del món fet per al comte, una peça avui perduda, igual que el retrat d'Isabel de Portugal. El 1436 va fer el seu darrer viatge diplomàtic a Praga.
Jan van Eyck va continuar, fins a la seva mort, al servei del duc Felip, el qual sempre li va estar reconegut, proporcionant-li un tracte de favor dins la cort; el 1434 el duc va apadrinar un fill seu. Quan va morir l'artista, Felip concedí a la seva vídua una compensació econòmica i una dot a la seva filla, Lyevine, per a poder entrar en el convent de Santa Agnès de Maaseyck.
Després de la seva mort, el seu germà Lambert es va encarregar del seu assumptes i, probablement, va supervisar el tancament del seu taller a Bruges.

## Obra

### Estil i tècnica

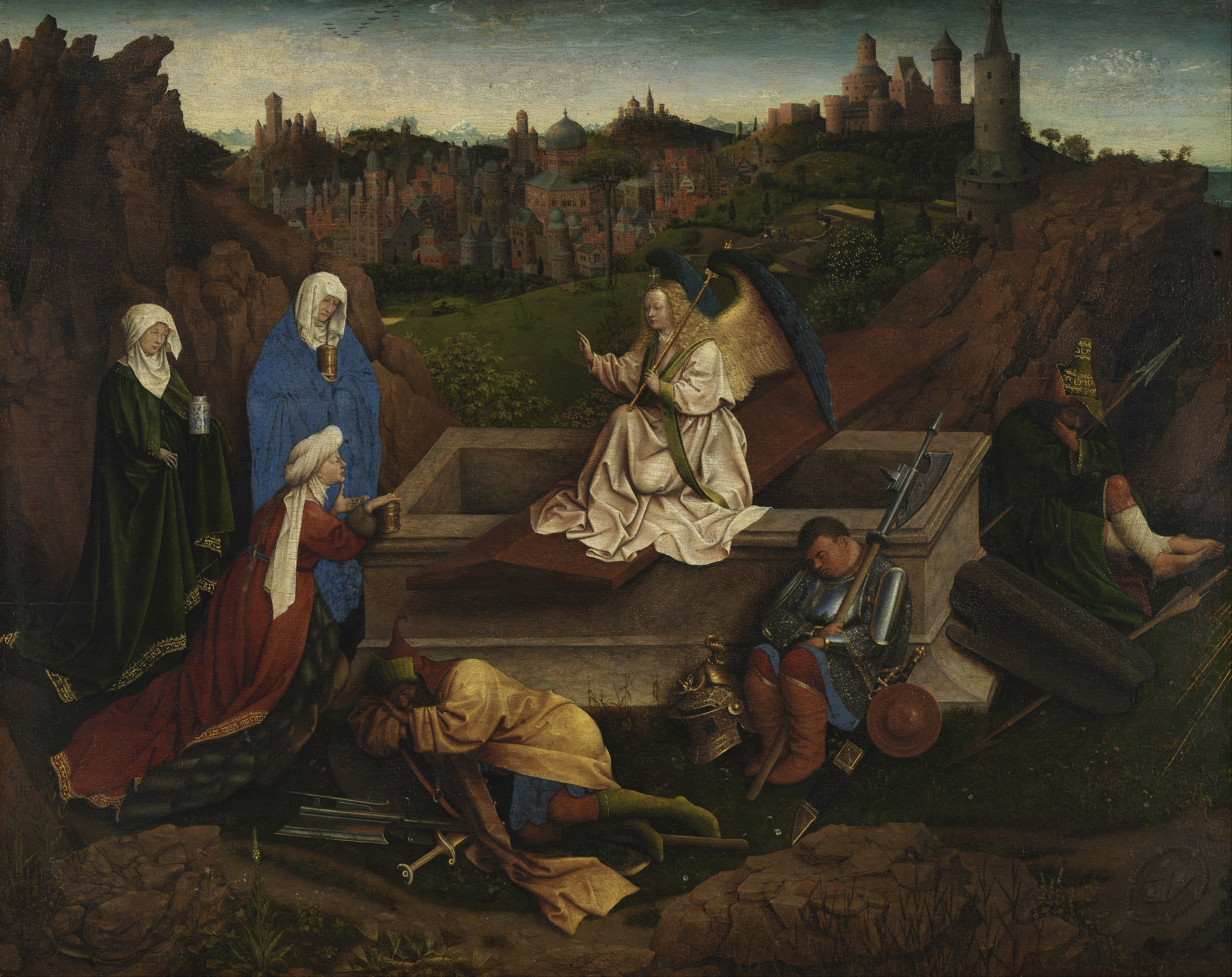
Les tres Maries a la tomba, Hubert van Eyck (1425). Les obres dels germans Van Eyck acostumen a generar dubtes sobre l'autoria de Jan o d'Hubert.

Per contextualitzar l'obra de Van Eyck cal entendre que va ser un pintor de cort a sou, desvinculat del gremi que agrupava els pintors lliures, on probablement tenia vetat l'accés per aquest motiu. Tanmateix, el fet de tenir un sou li permetia poder dedicar molt de temps a l'estudi i realització perfeccionista de la seva obra. Per la mateixa raó, els seus clients eren personatges relacionats amb la cort de Borgonya, com el cardenal Niccolò Albergati o rics comerciants italians com el banquer de Lucca, Giovanni Arnolfini.
La descripció que l'escriptor contemporani Bartolomeo Fazio fa de Van Eyck com a litterarum nonnihil doctus i «mestre de totes les arts que afegeixen distinció a la pintura», explica la seva curiositat intel·lectual pels texts teològics, els detalls astronòmics, els cronogrames o la paleografia. Van Eyck manifestava un instint d'historiador, d'estudiós sistemàtic que li va permetre crear un «simbolisme disfressat» on «tot signe d'objectivitat tenia significat i tot significat tenia disfressa».
Per poder desenvolupar aquest simbolisme esdevingué un estudiós, quasi un arqueòleg segons Panofsky, recreant esglésies i palaus o recuperant inscripcions romàniques. Va imaginar en una mena de transformació lliure dels escenaris o emplaçaments els detalls arquitectònics, de forma que, resultant absolutament creïbles, resulta impossible identificar-los amb un lloc concret. Com afirmava Durer, Van Eyck havia recollit «tots els detalls de les múltiples imatges que havia vist, sense necessitat de recórrer a models individuals». Pintant des del «tresor secret del seu cor» feia versemblant el que era imaginari, una imaginació controlada en tots els detalls per un programa simbòlic preconcebut.
El seu innovador estil combina naturalisme de vívids colors amb un estil decoratiu propi de les miniatures de l'alta edat mitjana pel que fa a la meticulositat dels detalls, la precisió de les textures i la recerca de nous sistemes de representació de l'espai tridimensional. Les figures humanes s'emmarquen en un espai naturalista.
Pel que fa a la recerca dels efectes tridimensionals, Van Eyck no recorre només a la perspectiva amb un punt de fuga, sinó que també va desplegar el seu refinat domini de la tècnica de la pintura a l'oli. Al principi de la seva carrera artística, Van Eyck va desenvolupar un concepte clar de la realitat i de com els seus quadres havien de representar-la. Però cap concepte no és eficaç sense mitjans disponibles per a la seva exploració i expressió. L'èxit de l'artista utilitzant la seva tècnica com a eina per augmentar la seva visió pictòrica, va ser crucial en la reeixida manifestació del seu concepte artístic sobre tela. Van Eyck va utilitzar la seva tècnica a l'oli com un dispositiu òptic i com a eina conceptual. En pura pràctica, el «càlcul infinitesimal» de Van Eyck va ser possible perquè el nou mitjà que va utilitzar li va permetre combinar una gran quantitat de pinzellades, fusionant-les literalment entre si. Com a resultat, va poder investigar la relació entre les pinzellades petites i grans en obres com la Mare de Déu del canceller Rolin, la Mare de Déu Van der Paele i el retaule de Gant.
És notable que Van Eyck, utilitzant només instruments rudimentaris en combinació amb els coneixements que la seva tècnica li permetia, va ser capaç de crear obres d'art que reflecteixen la multiplicitat i la unitat de la natura. A la Mare de Déu de Rolin, Van Eyck va utilitzar la seva tècnica al màxim per presentar una diferenciació microscòpica del detall i, al mateix temps, veure a prop i lluny. En aquesta obra no es conforma a unificar elements discrets en un tot, sinó que estén el seu mètode de «visió millorada» per incloure una perspectiva distant. És com si aquest gran observador fes servir la seva «tecno-artesania» molt desenvolupada per escombrar amb l'ull tot el territori recercant la llum reveladora.
El simbolisme religiós de les seves composicions denota un coneixement on barreja el seu interès per la gent i la natura dins d'una mentalitat humanista. Jan van Eyck va suposar una influència fonamental en els primitius flamencs del segle xv i començament del xvi.
El domini semi-màgic de la tècnica de l'oli de Van Eyck, que va a portar Vasari a considerar-lo un alquimista, conjurava un món nou i gairebé palpable, on la pintura mateixa —sobretot en la prestació de la llum, les textures de materials— actuava gairebé com un element constitutiu del que representa.
Es pot afirmar que el seu estil simbolitza una estructura de l'univers amb una visió infinitesimal dels objectes; construeix el seu món amb els seus pigments igual que la natura construeix el món real amb la seva pròpia matèria primera. Reprodueix la pell humana o un rostre mal afaitat assumint el caràcter mateix del que està reproduint i manté la solidesa i plenitud dels objectes que apareixen allunyats com els que estan en primer pla als seus paisatges. Els seus ulls es comportaven com un microscopi i un telescopi alhora.
Es tracta d'un artista que tenia consciència de la seva pròpia importància, i fou un dels primers artistes flamencs que va signar i datar les seves pintures en els marcs, llavors considerats una part integral de l'obra (sovint es pintaven els dos alhora).

#### Pintura a l'oli
Una de les qualitats més admirades pels italians de l'època va ser l'esplendor de la tècnica flamenca de la pintura a l'oli que Vasari considerava inventada per Van Eyck. Vasari, a la seva biografia d'Antonello da Messina, va fantasiejar sobre el descobriment de la tècnica per Van Eyck, guardat com un secret que donava avantatge als pintors flamencs sobre els italians. Tot i tractar-se d'un invent anterior documentat per Teòfil el 1125 i per Cennino Cennini al seu Il libro dell'arte de 1390, certament la manipulació de Van Eyck va crear il·lusions aparentment miraculoses de la realitat. L'oli va permetre una suau transició entre el límits de volums i espais i garantir una precisió sorprenent dels detalls. Va crear el subtil efecte de la llum difusa en les perspectives aèries i ombres, il·luminant fins i tot els més foscos passatges amb la seva rica però transparent brillantor de color. A més, feia servir amb una tècnica depurada amb el blanc de plom per a accentuar la llum de les superfícies més que com a color d'objectes específics.
Van Eyck havia començat a treballar al tremp d'ou, experimentant amb un vernís d'assecat més ràpid combinant olis de llinosa i de nous. En aquest procés, que Karel van Mander situava el 1410, comença a usar un nou aglutinant dels pigments que s'assecava més ràpid i produïa colors més brillants fins i tot sense vernís, aconseguint una més fàcil combinació dels colors. La «nova» tècnica es va anar estenent entre els pintors mitjançant la difusió de l'escriptor alemany Joachim von Sandrart i el francès Jean-Baptiste Descamps, fent més certa la llegenda de Vasari, fins que a mitjan segle xix es va descobrir a Anglaterra una còpia de l'obra del monjo benedictí Teòfil Diversarum Artium schedule sive de diversis Artibus (1125), un tractat on donava instruccions clares sobre la pintura basada en l'oli.
Però sí que és veritat que els germans Van Eyck van estar entre els primers pintors flamencs que el van usar per pintures sobre taula amb detalls de molta precisió. Van ser ells els que van aconseguir nous i destacats efectes a través de l'ús de veladures, la tècnica de pintar amb capes de pintura sobre capes prèvies de pintura encara humida i altres tècniques. Jan van Eyck combinava el tremp d'ou i l'oli en les diferents capes aconseguint un efecte especial a causa del diferent índex de refracció de la llum d'ambdues substàncies.
Va portar la tècnica de la pintura a l'oli i el realisme dels detalls (especialment la representació de les matèries) amb un nivell no assolit mai abans. Aquestes capes d'oli s'aplicaven sobre un suport que consta d'una taula de fusta (generalment de faig, Fagus sylvatica) polida i pintada de blanc, de manera que s'aconsegueix una reflexió de la llum amb la consegüent brillantor de la pintura i una suggestió de profunditat. Van Eyck es va atrevir amb aquests mètodes per a intentar el que després s'anomenaria trompe l'oeil.
Aquesta habilitat amb l'oli li permetia reflectir d'una manera naturalista la realitat. A més, era minuciós i les seves obres, generalment de mida petita, tenen un extraordinari detall propi del món de la miniatura. Immediats antecedents que influeixen en Van Eyck varen ser els excel·lents miniaturistes germans de Limburg, així com l'escultor Claus Sluter: la forma de representar els plecs de les teles que Sluter feia en pedra és pràcticament la mateixa manera amb què Van Eyck va pintar els plecs a les seves obres. També s'esmenta com a predecessor dels Van Eyck el menys conegut, però valuós pintor, Melchior Broederlam.

### Les seves pintures
L'obra anterior a 1420 és només coneguda per referències, entre d'altres la biografia de Fazio on es descriu la producció perduda de Van Eyck, citant la Dama al bany, una obra de temàtica profana, així com un mapa del món que Van Eyck va pintar per al duc Felip. La descripció del mapa perdut feta per Fazio deixa clar que no només es tractava d'un mapa funcional sinó més aviat d'una obra esplèndida. Per tant, encara que podria haver ubicat els llocs amb molta precisió per tal d'haver estat útil per a l'estimació de les distàncies, també hauria estat considerat, com a mapamundi, una peça fonamentalment simbòlica.
Com a retratista és considerat un autor exhaustiu, amb uns retrats intensament propers i alhora remots. Sap combinar la individualitat del personatge, allò en què es diferencia de la resta de la humanitat, més propi de la pintura de gènere, amb la seva universalitat, és a dir, allò que té en comú amb la resta de la humanitat, de forma intemporal; són retrats que poden reflectir dades claus d'una societat o una ètnia, però poden ser absolutament impersonals. Al segle xv a Flandes va ser més característic un èmfasi cap a la singularitat que porta a un plantejament descriptiu i estàtic. Aquest és el cas de Van Eyck amb retrats més descriptius que interpretatius. Els personatges estan quasi estàtics, dotant-los d'una profunditat atractiva i enigmàtica.
Es conserven nou obres signades i datades entre 1432 i 1439, quatre d'elles són de tema religiós, com La Mare de Déu del canonge Van der Paele (1436, Museu Groeninge, Bruges) o La Mare de Déu del canceller Rolin (Museu del Louvre, París) i les altres cinc són retrats, com El matrimoni Arnolfini (1434, National Gallery, Londres). Com en gairebé totes les obres de Van Eyck, aquesta excel·leix en al·legories i simbologies: figura un mirall circular convex en el qual apareix vagament reflectit el mateix autor, i sota aquest mirall la frase «He estat aquí». Encara que no és exactament el sistema de joc especular que després utilitzarà Diego Velázquez a Las Meninas, hi ha en el quadre de Van Eyck un interessant precedent, que és, entre altres coses, una recerca de la superació que la bidimensionalitat del quadre imposa a la representació dels espais. Van Eyck reforça una «integració» de l'espectador dins de l'espai virtual representat en la seva obra.

#### Llibre d'hores de Torí

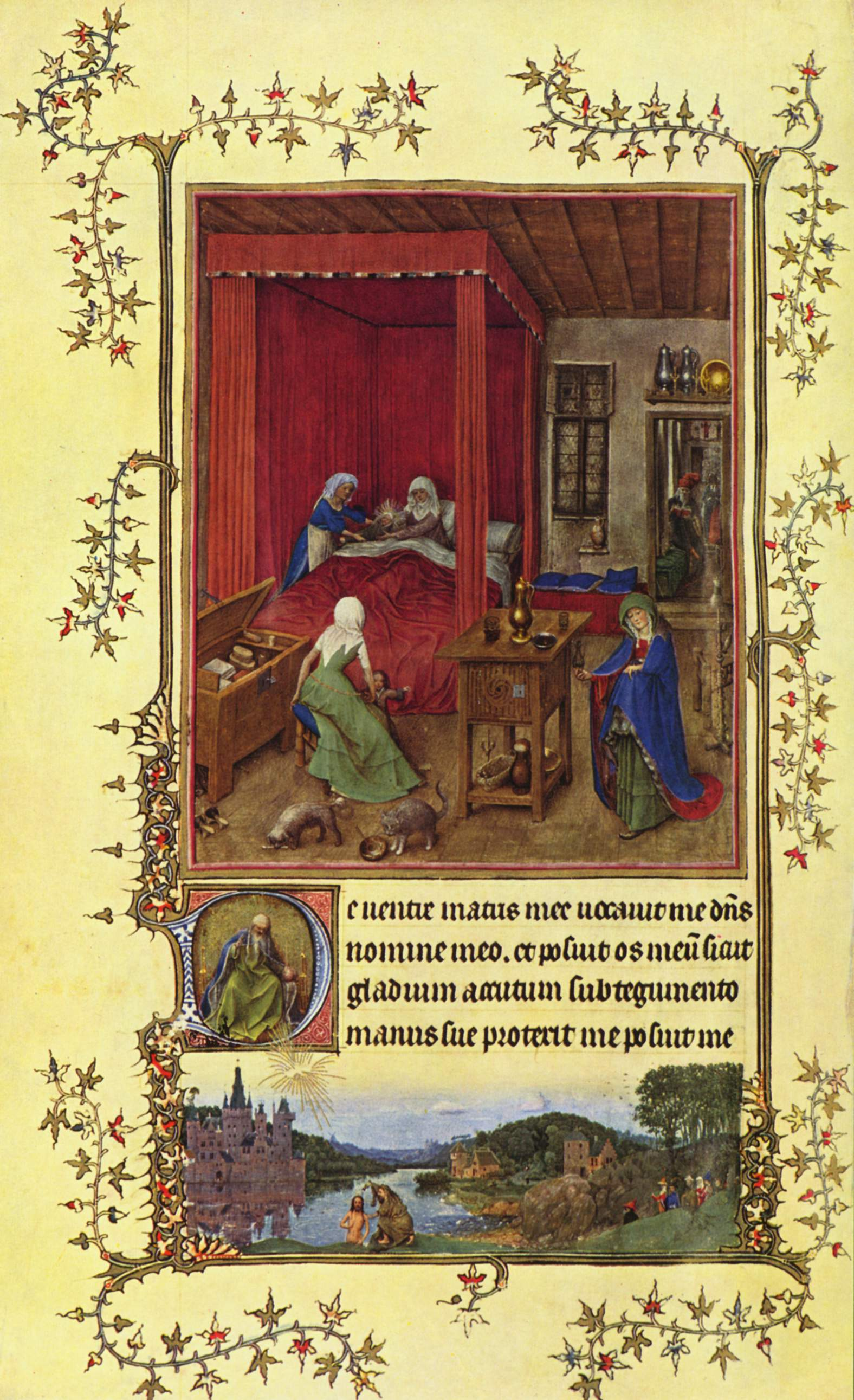
El naixement de Joan Baptista, del Llibre de les Hores de Torí

La col·lecció de miniatures coneguda com el Llibre d'Hores de Torí és una obra dels germans de Limburg. El desconeixement documental de l'activitat de Jan van Eyck a la cort de La Haia amb Guillem VI de Baviera ha fet especular en l'autoria dels Van Eyck en l'acabament de l'obra dels Limburg que estava inacabada en morir aquests de pesta.
Es tracta d'una obra de tradició tardogòtica francesa, probablement encarregada pel duc Guillem de Baviera abans de 1417 i executada a La Haia per al comte d'Holanda, Joan de Baviera entre 1422 i 1424. La major part de les miniatures van ser destruïdes pel foc el 1904, encara que n'existeixen fotografies; la part existent del manuscrit es conserva al museu Civico d'Arte Antica de Torí.
Entre els historiadors que atribueixen la participació dels Van Eyck, destaca Georges Hulin de Loo que va identificar fins a onze col·laboradors en les miniatures del Llibre de les Hores, anomenant-los amb les primeres lletres de l'alfabet. Als millors folis del llibre miniat, atribuïts al «mestre G» (Jan van Eyck, segons De Loo) les figures estan ja plenament integrades en un espai realista, amb una llum que unifica la representació i dibuixa amb gran precisió i detalls diminuts l'espai i els rols dels personatges. Queda clar que Van Eyck es plantejava, com Masaccio, el problema de la realitat: però mentre l'italià feia una síntesi que acollia la sola essència de les coses, preocupant-se de col·locar-les en un espai de perspectiva unitària i racional, el flamenc analitzava amb lucidesa i atenció els objectes singulars tal com es presenten davant els nostres sentits. No se sap exactament si aquestes miniatures les va fer Jan o el seu germà Hubert, com passa amb altres obres anteriors a 1426, data en què va morir el seu germà Hubert. Almenys set de les miniatures eren obra de Van Eyck («mestre G»), de les quals només dues es conserven: El naixement de sant Joan Baptista i la Missa de difunts.

### Llegat
A l'obra de l'humanista genovès Bartolomeo Fazio De viris illustribus escrita el 1454, aquest el presentava com «el pintor principal» de la seva època, dins del grup dels millors en què situava a Roger van der Weyden, Gentile da Fabriano i Pisanello. És particularment interessant que Fazio mostrés tant entusiasme pels pintors flamencs com ho feia pels italians.
Fazio descriu Van Eyck com un home culte, versat en els clàssics, sobretot en els escrits sobre pintura de Plini el Vell. Això pot explicar la inscripció de l'Ars Amatoria d'Ovidi, que hi havia al marc original, actualment perdut, del retrat del Matrimoni Arnolfini, i per les inscripcions en llatí a les seves pintures, utilitzant la grafia romana, fet llavors reservat als homes cultes.
L'obra de Van Eyck ha estat abundantment copiada pels pintors i els il·luminadors. Els seus compatriotes encara el seguien considerant el rei dels pintors al segle xvi, exercint una enorme influència en l'art flamenc i europeu en general.
Es considera a Petrus Christus com el seu principal deixeble, tot i que no se sap si va formar part del seu taller. Entre els seus hereus directes podem esmentar a Gerard David, Hugo van der Goes i Konrad Witz, i fins i tot en Hans Memling, Martin Schongauer, o (encara que ja sigui netament renaixentista) el Mabuse. També es van veure influïts per ell els italians com Antonello da Messina i Colantonio. Van der Weyden segueix el seu estil realista, tot i que afegint-hi més dramatisme.
L'artista contemporani valencià Lluís Dalmau va viatjar el 1431 a Flandes per encàrrec d'Alfons V d'Aragó, on va conèixer l'obra de Van Eyck i podria haver estat una temporada al seu taller. La seva influència més clara és a la Mare de Déu dels Consellers encarregada pel Consell de Cent. El rei Alfons era un gran admirador de l'art flamenc i va arribar a posseir dues obres de Van Eyck, avui desaparegudes: el Tríptic Lomellini i un Sant Jordi.
El seu renom internacional, d'altra banda, se certifica en la historiografia italiana del segle xv, on hi ha informació sobre Van Eyck, relatada, entre d'altres, per Ciriaco de Pizzicolli, Bartolomeo Fazio, Filarete i Giovanni Santi.

## Galeria
| Imatge | Dades | Dades | Imatge | Dades                                             | Dades                                             |
| --- | --- | --- | --- | ------------------------------------------------- | ------------------------------------------------- |
| | Díptic de Crucifixió i Judici Final | Díptic de Crucifixió i Judici Final | | Mare de Déu a l'església                          | Mare de Déu a l'església                          |
| 1420-25 | oli sobre taula traspassat a tela 56,5 x 19,5 cm | 1425 | oli sobre taula 32 x 14 cm |                                                   |                                                   |
| Metropolitan Museum of Art, Nova York | Metropolitan Museum of Art, Nova York | Staatliche Museen, Berlín | Staatliche Museen, Berlín |                                                   |                                                   |
| Els dos panells representen la crucifixió i el judici final, respectivament. Se suposa que eren les ales laterals d'un tríptic, el panell central del qual s'ha perdut. Contenen un veritable microcosmos on cada detall mereix el mateix interès, tant si és el paisatge com les emocions dels personatges. Els texts del marc original contenien cites d'Isaïes sobre la Crucifixió, les revelacions i el Deuteronomi en el Judici Final. | Els dos panells representen la crucifixió i el judici final, respectivament. Se suposa que eren les ales laterals d'un tríptic, el panell central del qual s'ha perdut. Contenen un veritable microcosmos on cada detall mereix el mateix interès, tant si és el paisatge com les emocions dels personatges. Els texts del marc original contenien cites d'Isaïes sobre la Crucifixió, les revelacions i el Deuteronomi en el Judici Final. | La inusual composició asimètrica denota que aquest panell va ser l'ala esquerra d'un díptic del qual l'altra ala s'ha perdut, un fet confirmat per les còpies contemporànies de l'obra. | La inusual composició asimètrica denota que aquest panell va ser l'ala esquerra d'un díptic del qual l'altra ala s'ha perdut, un fet confirmat per les còpies contemporànies de l'obra. |                                                   |                                                   |
| | Estigmatització de Sant Francesc | Estigmatització de Sant Francesc | | Retrat d'un joier                                 | Retrat d'un joier                                 |
| 1428-1429 | oli sobre taula 12,5 x 14,5 cm | c. 1430 | oli sobre taula 16,6 x 13,2 cm |                                                   |                                                   |
| Philadelphia Museum of Art, Philadelphia | Philadelphia Museum of Art, Philadelphia | Museu Nacional Brukenthal, Bucarest | Museu Nacional Brukenthal, Bucarest |                                                   |                                                   |
| Obra suposadament realitzada per Jan van Eyck a Espanya el 1428-1429. Hi ha una còpia posterior de la pintura (c. 1450) a la Galeria Sabauda, Torí. | Obra suposadament realitzada per Jan van Eyck a Espanya el 1428-1429. Hi ha una còpia posterior de la pintura (c. 1450) a la Galeria Sabauda, Torí. | Té una signatura «no autèntica» d'Albrecht Dürer a l'extrem superior esquerre. | Té una signatura «no autèntica» d'Albrecht Dürer a l'extrem superior esquerre. |                                                   |                                                   |
| | Retrat del cardenal Niccolò Albergati | Retrat del cardenal Niccolò Albergati | | Retrat del cardenal Niccolò Albergati             | Retrat del cardenal Niccolò Albergati             |
| 1431 | Punta de plata 21,2 x 18,0 cm | c. 1431-1432 | Oli sobre taula 34,1 x 27,3 cm |                                                   |                                                   |
| Gemäldegalerie Alte Meister, Dresden | Gemäldegalerie Alte Meister, Dresden | Kunsthistorisches Museum, Viena | Kunsthistorisches Museum, Viena |                                                   |                                                   |
| Apunts per al retrat de Niccolò Albergati aprofitant el seu viatge a Bruges entre el 8 i l'11 de desembre de 1431 per a negociar la pau entre França i Anglaterra, Van Eyck va fer només uns esbossos per acabar el retrat posteriorment, encara que aquest és l'únic dibuix de Jan van Eyck autentificat. | Apunts per al retrat de Niccolò Albergati aprofitant el seu viatge a Bruges entre el 8 i l'11 de desembre de 1431 per a negociar la pau entre França i Anglaterra, Van Eyck va fer només uns esbossos per acabar el retrat posteriorment, encara que aquest és l'únic dibuix de Jan van Eyck autentificat. | Retrat de Niccolò Albergati, un cartoixà de Bolonya que va ser bisbe de Bolonya el 1417 i cardenal el 1426. El retrat va ser encarregat pel duc Felip III. | Retrat de Niccolò Albergati, un cartoixà de Bolonya que va ser bisbe de Bolonya el 1417 i cardenal el 1426. El retrat va ser encarregat pel duc Felip III. |                                                   |                                                   |
| | Retrat d'un jove (Léal Souvenir) | Retrat d'un jove (Léal Souvenir) | | L'adoració de l'anyell místic o "Retaule de Gant" | L'adoració de l'anyell místic o "Retaule de Gant" |
| 1432 | Oli sobre taula 34,5 x 19 cm (1a obra signada i datada) | c1432 | Oli sobre taula 350 x 461 cm |                                                   |                                                   |
| National Gallery de Londres | National Gallery de Londres | Catedral de Sant Bavó, Gant | Catedral de Sant Bavó, Gant |                                                   |                                                   |
| Es pensa que es tracta del músic Gilles Binchois que havia treballat per al duc Felip. La inscripció «Tymotheos» en lletres gregues fa referència al llegendari músic Timoteu de Milet, tocador de cítara d'Alexandre Magne. La frase «LEAL SOVVENIR» ('record fidel') fa pensar en un regal del duc Felip a William de Pole, assimilant aquest a Alexandre Magne mitjançant la imatge del seu músic comparat amb Timoteu. La frase, però amaga altres interpretacions en clau, pròpies de Van Eyck. Es tractaria d'un anagrama de «NOVVELLES AIRE» ('noves melodies'), un missatge animant a William a seguir innovant.                                             | Es pensa que es tracta del músic Gilles Binchois que havia treballat per al duc Felip. La inscripció «Tymotheos» en lletres gregues fa referència al llegendari músic Timoteu de Milet, tocador de cítara d'Alexandre Magne. La frase «LEAL SOVVENIR» ('record fidel') fa pensar en un regal del duc Felip a William de Pole, assimilant aquest a Alexandre Magne mitjançant la imatge del seu músic comparat amb Timoteu. La frase, però amaga altres interpretacions en clau, pròpies de Van Eyck. Es tractaria d'un anagrama de «NOVVELLES AIRE» ('noves melodies'), un missatge animant a William a seguir innovant.                                             | Aquest políptic és l'obra més famosa de Jan van Eyck iniciada pel germà gran, Hubert, a petició de Jodocus Vijd, alcalde adjunt de Gant, i de la seva esposa Elisabeth Borluut. Combina el concepte de «la salvació» que s'inicia amb l'Anunciació, fins a la «fi del món» representada amb l'Apocalipsi. Conté elements innovadors com la presència per primer cop dels donants, així com de personatges nus de grans dimensions. Va ser inaugurat el 6 de maig de 1432. Curiosament és l'obra d'art més robada de la història. Per què el retaule de Gant és l'obra més robada de la història? Durant sis segles, aquest retaule, anomenat L'adoració de l'anyell místic, ha estat cremat, falsificat, robat, confiscat i saquejat en diferents guerres. L'historiador de l'art Noah Charney ho explica en una conferència amb subtítols en castella i anglès a [youtube.com/watch?v=6aKUQr4YTgE]. | Aquest políptic és l'obra més famosa de Jan van Eyck iniciada pel germà gran, Hubert, a petició de Jodocus Vijd, alcalde adjunt de Gant, i de la seva esposa Elisabeth Borluut. Combina el concepte de «la salvació» que s'inicia amb l'Anunciació, fins a la «fi del món» representada amb l'Apocalipsi. Conté elements innovadors com la presència per primer cop dels donants, així com de personatges nus de grans dimensions. Va ser inaugurat el 6 de maig de 1432. Curiosament és l'obra d'art més robada de la història. Per què el retaule de Gant és l'obra més robada de la història? Durant sis segles, aquest retaule, anomenat L'adoració de l'anyell místic, ha estat cremat, falsificat, robat, confiscat i saquejat en diferents guerres. L'historiador de l'art Noah Charney ho explica en una conferència amb subtítols en castella i anglès a [youtube.com/watch?v=6aKUQr4YTgE]. |                                                   |                                                   |
| | Mare de Déu llegint amb el Nen | Mare de Déu llegint amb el Nen | | Home amb caperó vermell                           | Home amb caperó vermell                           |
| 1433 | Oli sobre taula 26,5 x 19,5 cm | c. 1433 | Oli sobre taula 25,5 x 19 cm |                                                   |                                                   |
| National Gallery de Victoria, Melbourne | National Gallery de Victoria, Melbourne | National Gallery de Londres | National Gallery de Londres |                                                   |                                                   |
| La inscripció a la part alta esquerra de la paret diu: «COMPLETU(m) AN(n)O D(omini) M CCCC XXXIIJ P(er) JOH(ann)EM DE EYC BRVGIS». A la dreta apareix l'anotació: «ALS IXH XAN» (als ich kan, i. e. 'Faig el que puc'). | La inscripció a la part alta esquerra de la paret diu: «COMPLETU(m) AN(n)O D(omini) M CCCC XXXIIJ P(er) JOH(ann)EM DE EYC BRVGIS». A la dreta apareix l'anotació: «ALS IXH XAN» (als ich kan, i. e. 'Faig el que puc'). | El marc original sobreviu (els costats verticals són de fet una sola peça de fusta amb el panell central), i té la inscripció pintada «JOHES DE Eyck em fecit MCCCC.33 ANO. 21. OCTOBRIS» ('Jan Van Eyck em va fer el 21 octubre 1433') a la part inferior i en la part superior el lema «ALC IXH XAN» ('Faig el que puc'), que apareix en altres pintures de Van Eyck. | El marc original sobreviu (els costats verticals són de fet una sola peça de fusta amb el panell central), i té la inscripció pintada «JOHES DE Eyck em fecit MCCCC.33 ANO. 21. OCTOBRIS» ('Jan Van Eyck em va fer el 21 octubre 1433') a la part inferior i en la part superior el lema «ALC IXH XAN» ('Faig el que puc'), que apareix en altres pintures de Van Eyck. |                                                   |                                                   |
| | El matrimoni Arnolfini | El matrimoni Arnolfini | | La Mare de Déu del canceller Rolin                | La Mare de Déu del canceller Rolin                |
| 1434 | Oli sobre roure 82 x 60 cm | 1435 | Oli sobre taula 66 x 62 cm |                                                   |                                                   |
| National Gallery de Londres | National Gallery de Londres | Museu del Louvre, París | Museu del Louvre, París |                                                   |                                                   |
| És considerada com una de les obres més notables de Van Eyck. És un dels primers retrats de tema no hagiogràfic. Representa el ric mercader Giovanni Arnolfini i la seva esposa Jeanne Cenami, establerts a la ciutat de Bruges entre 1420 i 1472, on van prosperar econòmicament. Aparentment la imatge correspon al casament de tots dos personatges. | És considerada com una de les obres més notables de Van Eyck. És un dels primers retrats de tema no hagiogràfic. Representa el ric mercader Giovanni Arnolfini i la seva esposa Jeanne Cenami, establerts a la ciutat de Bruges entre 1420 i 1472, on van prosperar econòmicament. Aparentment la imatge correspon al casament de tots dos personatges. | El treball va ser encarregat per l'enèrgic Nicolau Rolin, canceller del ducat de Borgonya per a la seva església parroquial de Notre-Dame-du-Chastel a la ciutat d'Autun, on va romandre fins que l'església es va incendiar el 1793. Després d'un període a la catedral d'Autun, es va traslladar al Louvre el 1805. | El treball va ser encarregat per l'enèrgic Nicolau Rolin, canceller del ducat de Borgonya per a la seva església parroquial de Notre-Dame-du-Chastel a la ciutat d'Autun, on va romandre fins que l'església es va incendiar el 1793. Després d'un període a la catedral d'Autun, es va traslladar al Louvre el 1805. |                                                   |                                                   |
| | Retrat de Giovanni Arnolfini | Retrat de Giovanni Arnolfini | | L'Anunciació                                      | L'Anunciació                                      |
| 1435 | Oli sobre roure 29 x 20 cm | c. 1435 | Oli sobre taula transferit a tela 93 x 37 cm |                                                   |                                                   |
| Staatliche Museen de Berlín | Staatliche Museen de Berlín | National Gallery of Art, Washington DC | National Gallery of Art, Washington DC |                                                   |                                                   |
| La datació exacta de la pintura és dubtosa, si bé sembla executat gairebé al mateix temps que el famós retrat del matrimoni a la National Gallery, Londres. El turbant d'Arnolfini està embolicat a l'estil italià, al voltant d'un nucli de fusta com els que sovint dibuixava Piero della Francesca i Uccello en un exercici de perspectiva. | La datació exacta de la pintura és dubtosa, si bé sembla executat gairebé al mateix temps que el famós retrat del matrimoni a la National Gallery, Londres. El turbant d'Arnolfini està embolicat a l'estil italià, al voltant d'un nucli de fusta com els que sovint dibuixava Piero della Francesca i Uccello en un exercici de perspectiva. | Ple de simbolisme, els elements d'aquest interior d'església d'estil gòtic tardà simbolitzen la virginitat de Maria, en els lliris blancs; la transmissió de l'Esperit Sant en el colom blanc; i la relació entre l'Antic i Nou Testament, en l'ús de llambordes amb escenes de l'Antic Testament que prefiguren la vinguda de Crist, com David matant Goliat i Samsó destruint el temple filisteu. Igual que apareix a la mateixa figura al retaule de Gant, la resposta de Maria està escrita de cap per avall perquè la pugui llegir Déu. | Ple de simbolisme, els elements d'aquest interior d'església d'estil gòtic tardà simbolitzen la virginitat de Maria, en els lliris blancs; la transmissió de l'Esperit Sant en el colom blanc; i la relació entre l'Antic i Nou Testament, en l'ús de llambordes amb escenes de l'Antic Testament que prefiguren la vinguda de Crist, com David matant Goliat i Samsó destruint el temple filisteu. Igual que apareix a la mateixa figura al retaule de Gant, la resposta de Maria està escrita de cap per avall perquè la pugui llegir Déu. |                                                   |                                                   |
| | Retrat d'home amb clavell | Retrat d'home amb clavell | | La Mare de Déu del canonge Van der Paele          | La Mare de Déu del canonge Van der Paele          |
| 1435 | Oli sobre taula 40 x 31 cm | 1436 | Oli sobre taula 122 x 157 cm |                                                   |                                                   |
| Staatliche Museen, Berlin | Staatliche Museen, Berlin | Museu Groeninge (Bruges) | Museu Groeninge (Bruges) |                                                   |                                                   |
| El model desconegut porta la medalla de l'ordre de Sant Antoni, creat per Albert de Baviera, comte d'Hainaut. | El model desconegut porta la medalla de l'ordre de Sant Antoni, creat per Albert de Baviera, comte d'Hainaut. | L'obra estava destinada a col·locar-se als voltants del sepulcre del donant. La pintura tenia certa funció funerària. L'obra era una memòria permanent a la fundació que va establir el donant, i a què pretenia exhortar parlar en memòria dels morts. Una pintura d'aquest estil prop d'un sepulcre a l'interior de l'església evoca un epitafi. La Mare de Déu del canonge Van der Paele té una clara funció memorial, si bé és possible que el quadre estigués situat a la part superior de l'altar en el que es feien les misses diàries pels difunts. | L'obra estava destinada a col·locar-se als voltants del sepulcre del donant. La pintura tenia certa funció funerària. L'obra era una memòria permanent a la fundació que va establir el donant, i a què pretenia exhortar parlar en memòria dels morts. Una pintura d'aquest estil prop d'un sepulcre a l'interior de l'església evoca un epitafi. La Mare de Déu del canonge Van der Paele té una clara funció memorial, si bé és possible que el quadre estigués situat a la part superior de l'altar en el que es feien les misses diàries pels difunts. |                                                   |                                                   |
| | L'Anunciació | L'Anunciació | | Mare de Déu de Lucca                              | Mare de Déu de Lucca                              |
| 1436 | Oli sobre taula 39 x 24 cm (x 2) | c. 1436 | Oli sobre taula 65,5 x 49,5 cm |                                                   |                                                   |
| Museu Thyssen-Bornemisza, Madrid | Museu Thyssen-Bornemisza, Madrid | Institut Städel, Frankfurt | Institut Städel, Frankfurt |                                                   |                                                   |
| El díptic portàtil, un trompe-l'oeil en grisalla, presenta l'àngel de l'Anunciació i la Mare de Déu. Són dues peces independents que actualment estan al mateix museu. | El díptic portàtil, un trompe-l'oeil en grisalla, presenta l'àngel de l'Anunciació i la Mare de Déu. Són dues peces independents que actualment estan al mateix museu. | La pintura es coneix com la Madonna de Lucca ja que estava en la col·lecció de Carles II, duc de Parma, príncep de Lucca. La Verge ha estat identificada com un retrat de l'esposa del pintor, Margaretha. Es representa a la Verge asseguda en un tron amb quatre estàtues de lleons petits, una referència al tron de Salomó, que tenia dotze lleons als costats i a les escales. | La pintura es coneix com la Madonna de Lucca ja que estava en la col·lecció de Carles II, duc de Parma, príncep de Lucca. La Verge ha estat identificada com un retrat de l'esposa del pintor, Margaretha. Es representa a la Verge asseguda en un tron amb quatre estàtues de lleons petits, una referència al tron de Salomó, que tenia dotze lleons als costats i a les escales. |                                                   |                                                   |
| | Retrat de Jan de Leeuw | Retrat de Jan de Leeuw | | Retrat de Balduí de Lannoy                        | Retrat de Balduí de Lannoy                        |
| 1436 | Oli sobre taula 24,5 x 19 cm | 1437 | Oli sobre roure 26 x 20 cm |                                                   |                                                   |
| Kunsthistorisches Museum, Viena | Kunsthistorisches Museum, Viena | Staatliche Museen de Berlín | Staatliche Museen de Berlín |                                                   |                                                   |
| Jan de Leeuw (nascut el 1401) va ser un membre actiu del sindicat de joiers a Bruges. | Jan de Leeuw (nascut el 1401) va ser un membre actiu del sindicat de joiers a Bruges. | El retrat aspre, imperatiu de Balduí de Lannoy, cavaller del Toisó d'Or, és una de les obres mestres de Jan van Eyck. | El retrat aspre, imperatiu de Balduí de Lannoy, cavaller del Toisó d'Or, és una de les obres mestres de Jan van Eyck. |                                                   |                                                   |
| | Santa Bàrbara | Santa Bàrbara | | Tríptic de Dresden                                | Tríptic de Dresden                                |
| 1437 | Grisalla sobre taula 31 x 18 cm | 1437 | Oli sobre roure 27,5 x (8 + 21,5 + 8)cm |                                                   |                                                   |
| Museu de Belles Arts d'Anvers | Museu de Belles Arts d'Anvers | Gemäldegalerie Alte Meister, Dresden | Gemäldegalerie Alte Meister, Dresden |                                                   |                                                   |
| Santa Bàrbara és una peça de tècnica inusual en l'autor. Es desconeix si és una pintura sense acabar, una grisalla, o un dibuix acabat. L'obra té un marc de marbre amb una inscripció amb el nom de l'artista i la data, 1437. Van Eyck representa a santa Bàrbara amb el seu llibre d'oracions i la palma, asseguda davant d'una torre d'estil gòtic tardà llavors en procés de construcció. | Santa Bàrbara és una peça de tècnica inusual en l'autor. Es desconeix si és una pintura sense acabar, una grisalla, o un dibuix acabat. L'obra té un marc de marbre amb una inscripció amb el nom de l'artista i la data, 1437. Van Eyck representa a santa Bàrbara amb el seu llibre d'oracions i la palma, asseguda davant d'una torre d'estil gòtic tardà llavors en procés de construcció. | La imatge central del retaule representa a la Mare de Déu i el Nen en una església, l'ala esquerra representa a sant Miquel amb un donant, mentre que la dreta hi ha santa Caterina d'Alexandria amb tots els atributs: la corona, vestit blanc (virginitat, puresa), la roda i l'espasa. Quan està tancat, les ales tenen una representació de l'àngel i l'Anunciació en grisalla. | La imatge central del retaule representa a la Mare de Déu i el Nen en una església, l'ala esquerra representa a sant Miquel amb un donant, mentre que la dreta hi ha santa Caterina d'Alexandria amb tots els atributs: la corona, vestit blanc (virginitat, puresa), la roda i l'espasa. Quan està tancat, les ales tenen una representació de l'àngel i l'Anunciació en grisalla. |                                                   |                                                   |
| | Mare de Déu amb Nen i font | Mare de Déu amb Nen i font | | Retrat de Margareta van Eyck                      | Retrat de Margareta van Eyck                      |
| 1439 | Oli sobre taula 19 x 12 cm | 1439 | Oli sobre taula 32,6 x 25,8 cm |                                                   |                                                   |
| Museu de Belles Arts d'Anvers | Museu de Belles Arts d'Anvers | Museu Groeninge, Bruges | Museu Groeninge, Bruges |                                                   |                                                   |
| El panell està signat i datat en el marc de marbre: «IOH(ann)ES DE EYCK ME FECIT C(om)PLEVIT AN(n)O 1439». No obstant alguns estudiosos pensen que és anterior (c. 1425-1430) i el 1439 és només una data de finalització i l'emmarcament. Destaca la tendra abraçada de la mare amb el nen, característica de la devoció de final de l'edat mitjana. L'artista descriu el jardí paradisíac i altres símbols de la Mare de Déu com la font, la rosa i l'iris. Els àngels sostenen una tela de brocat magnífic darrere de la mare i el nen com a símbol d'honor. El simbolisme dels colors utilitzats en la pintura serveix per augmentar el seu missatge espiritual. | El panell està signat i datat en el marc de marbre: «IOH(ann)ES DE EYCK ME FECIT C(om)PLEVIT AN(n)O 1439». No obstant alguns estudiosos pensen que és anterior (c. 1425-1430) i el 1439 és només una data de finalització i l'emmarcament. Destaca la tendra abraçada de la mare amb el nen, característica de la devoció de final de l'edat mitjana. L'artista descriu el jardí paradisíac i altres símbols de la Mare de Déu com la font, la rosa i l'iris. Els àngels sostenen una tela de brocat magnífic darrere de la mare i el nen com a símbol d'honor. El simbolisme dels colors utilitzats en la pintura serveix per augmentar el seu missatge espiritual. | La inscripció «El meu marit Johannes la va acabar de pintar l'any 1439 el 15 de juny a la meva edat de trenta-tres», fa pensar en un regal d'aniversari. Conté la signatura tradicional «ALS IKH KAN». Fins a la Revolució Francesa, fou custodiada com una relíquia sagrada a la guilda de Bruges, tot i que Van Eyck mai en va ser membre. | La inscripció «El meu marit Johannes la va acabar de pintar l'any 1439 el 15 de juny a la meva edat de trenta-tres», fa pensar en un regal d'aniversari. Conté la signatura tradicional «ALS IKH KAN». Fins a la Revolució Francesa, fou custodiada com una relíquia sagrada a la guilda de Bruges, tot i que Van Eyck mai en va ser membre. |                                                   |                                                   |
| | Mare de Déu i Nen amb santa Bàrbara, Elizabeth i Jan Vos | Mare de Déu i Nen amb santa Bàrbara, Elizabeth i Jan Vos | | Sant Jeroni al seu estudi                         | Sant Jeroni al seu estudi                         |
| 1442 | Oli sobre taula 47 × 61 cm | 1442 | Oli sobre pergamí muntat en taula de roure 20 x 12,5 cm |                                                   |                                                   |
| The Frick Collection, Nova York | The Frick Collection, Nova York | Institute of Arts, Detroit | Institute of Arts, Detroit |                                                   |                                                   |
| Es considera una obra del taller de Van Eyck. Va ser un encàrrec del cartoixà de Bruges, Jan Vos. Anys més tard, aquest va marxar del convent enduent-se l'obra i en va encarregar una nova versió a Petrus Christus, coneguda com la Madonna d'Exeter. | Es considera una obra del taller de Van Eyck. Va ser un encàrrec del cartoixà de Bruges, Jan Vos. Anys més tard, aquest va marxar del convent enduent-se l'obra i en va encarregar una nova versió a Petrus Christus, coneguda com la Madonna d'Exeter. | La pintura s'atribueix a Jan van Eyck. La data de 1442 apareix a la pintura, que mostra que va ser completat pels membres del taller un any després de la mort de Van Eyck. Es pot suposar a partir de la carta que hi apareix, que sant Jeroni representa un retrat del cardenal Niccolò Albergati. | La pintura s'atribueix a Jan van Eyck. La data de 1442 apareix a la pintura, que mostra que va ser completat pels membres del taller un any després de la mort de Van Eyck. Es pot suposar a partir de la carta que hi apareix, que sant Jeroni representa un retrat del cardenal Niccolò Albergati. |                                                   |                                                   |